# José Ramón Valente Vias
José Ramón Valente Vias (Santiago, 15 de septiembre de 1962) es un economista, empresario y político chileno. Se desempeñó como ministro de Economía, Fomento y Turismo durante el segundo mandato del presidente Sebastián Piñera entre marzo de 2018 y junio de 2019.

## Familia y estudios
Hijo de Ramón Valente y Elisa Vias. Su padre es inmigrante español. La mayor parte de su etapa escolar la cursó en el colegio Verbo Divino y luego ingresó a estudiar ingeniería comercial en la Universidad de Chile, recibiendo su título en 1986. 
Completó sus estudios con un MBA en la Universidad de Chicago (1988), siendo alumno de Eugene Fama, premio en Ciencias Económicas en memoria de Alfred Nobel (2013).
Es padre de seis hijos.

## Carrera
Comenzó su carrera profesional como académico en la Universidad de Chile siendo profesor de Economía, y Finanzas internacional para alumnos de pregrado en la Facultad de Economía y Negocios hasta 1992.
Es socio y Presidente de Econsult, firma de asesoría financiera a la que estuvo ligado por cerca de 30 años, hasta que asumió como ministro en marzo de 2018. Durante toda su carrera participó en diversos directorios de empresas nacionales y extranjeras, los que abandonó al incorporarse al gobierno.

Es columnista de El Mercurio y panelista de Radio Duna.

## Mundo político
Asesoró a los gobiernos de los presidentes Eduardo Frei y Ricardo Lagos en reformas al mercado de capitales.
Participó activamente en la campaña de Sebastián Piñera para las elecciones presidenciales de 2017 como parte del equipo económico, donde posteriormente asumió el rol de coordinador. Tras ganar las elecciones, Sebastián Piñera lo nombró ministro de Economía, Fomento y Turismo, cargo que Valente asumió el 11 de marzo hasta el día 13 de junio de 2019 en que dejó el gabinete.

## Obra escrita
- La historia de un sueño (2011)[7]
- La rebelión del sentido común (2015)[8]
- Los 4 largos años de la Nueva Mayoría (2017, coautor)
- Sara y la princesa Anna (2019)